# هفت خواهران (مسکو)

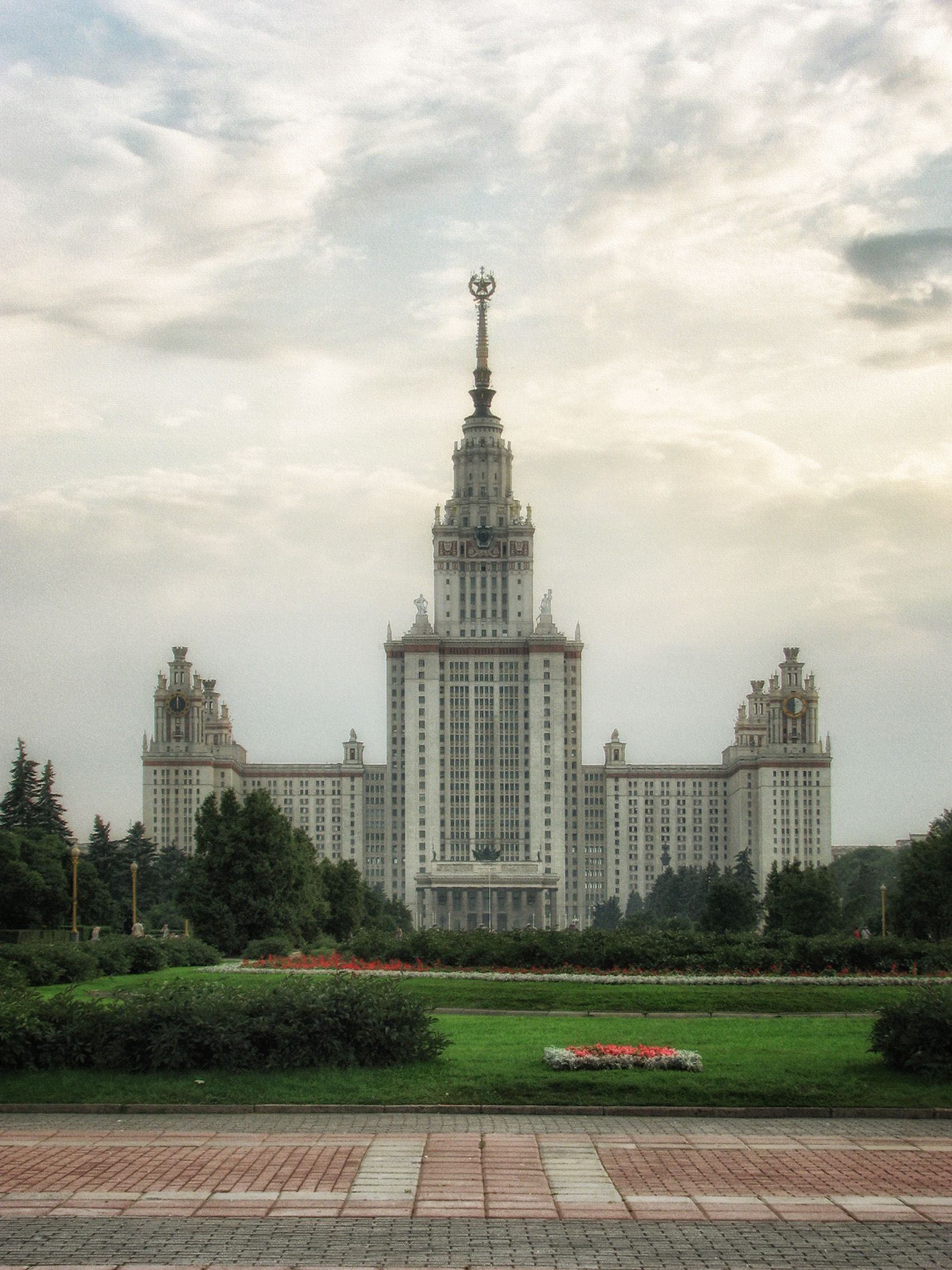
ساختمان اصلی دانشگاه ایالتی مسکو، یکی از هفت خواهر

هفت خواهران (روسی: Сталинские высотки) گروهی از هفت آسمان خراش در مسکو هستند که به سبک استالینیستی طراحی شده‌اند. آنها از سال ۱۹۴۷ تا ۱۹۵۳ با ترکیبی دقیق از سبک‌های باروک و گوتیک روسی ساخته شدند. این برج‌ها از ساختمان شهرداری در منهتن الهام گرفته شده‌اند. در زمان ساخت آن‌ها بلندترین ساختمانهای اروپا بودند و ساختمان اصلی دانشگاه ایالتی مسکو بلندترین ساختمان اروپا تا سال ۱۹۹۷ باقی ماند. برخی از این هفت آسمان خراش عبارتند از: هتل اوکراین، ساختمان اصلی وزارت امور خارجه، ساختمان اصلی دانشگاه دولتی مسکو.
بناها تحت نام‌های فعلی خود به همان ترتیبی که در فروردین سال ۱۹۴۹ در جایزه استالین ظاهر شد، ذکر شده‌اند. توجه داشته باشید که منابع مختلف بسته به اینکه طبقات غیرمسکونی تاج را درنظر گرفته باشند یا نه، تعداد طبقات و میزان مختلفی از ارتفاع را گزارش می‌دهند.
| نام                              | معماران                                   | ساخت | اتمام | ارتفاع (متر) | طبقه | استفاده       |
| -------------------------------- | ----------------------------------------- | ---- | ----- | ------------ | ---- | ------------- |
| ساختمان اصلی دانشگاه ایالتی مسکو | لو رودنف                                  | ۱۹۴۹ | ۱۹۵۳  | ۲۴۰          | ۳۶   | دانشگاه       |
| هتل اوکراین                      | Arkady Mordvinov, Vyacheslav Oltarzhevsky | ۱۹۴۷ | ۱۹۵۷  | ۱۹۸          | ۳۴   | هتل، مسکونی   |
| ساختمان اصلی وزارت امور خارجه    | ولادیمیر گلفریخ، آدولف مینکوس             | ۱۹۴۸ | ۱۹۵۳  | ۱۷۲          | ۲۷   | دولتی         |
| هتل لنینگرادسکایا                | Leonid Polyakov                           | ۱۹۴۹ | ۱۹۵۴  | ۱۳۴          | ۲۶   | هتل           |
| ساختمان خاکی Kotelnicheskaya     | دیمیتری چچولین، Leonid Rostkovskiy        | ۱۹۴۷ | ۱۹۵۲  | ۱۷۶          | ۲۵   | مسکونی، تجاری |
| ساختمان میدان قدیرینسایا         | Mikhail Posokhin، Ashot Mndoyants         | ۱۹۵۰ | ۱۹۵۴  | ۱۷۶          | ۲۲   | مسکونی        |
| ساختمان اداری دروازه‌های سرخ      | الکسی پوشکین                              | ۱۹۴۷ | ۱۹۵۳  | ۱۳۸          | ۲۴   | مسکونی، دولتی |

## تصاویر

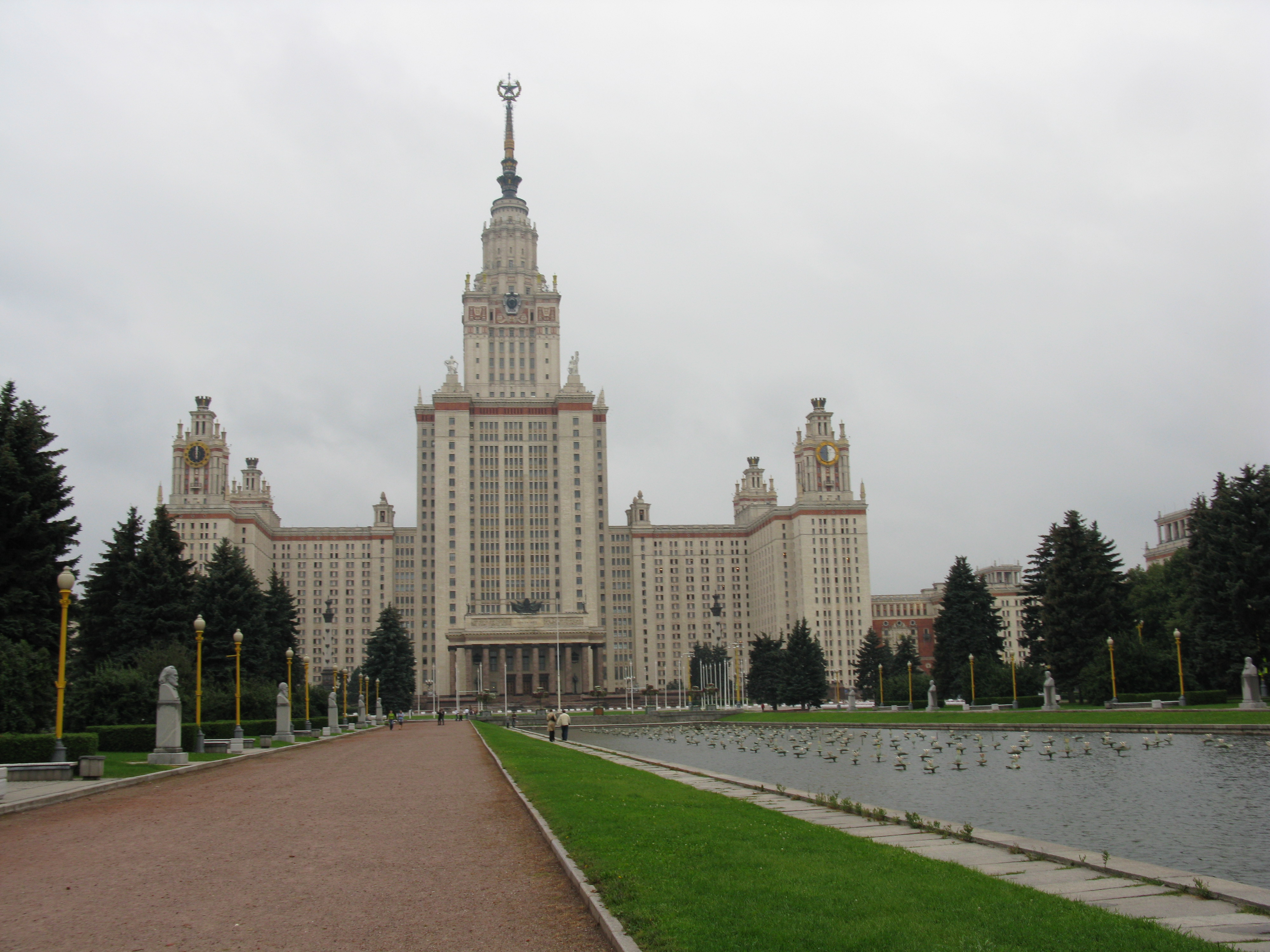
ساختمان اصلی دانشگاه ایالتی مسکو ، یکی از هفت خواهر
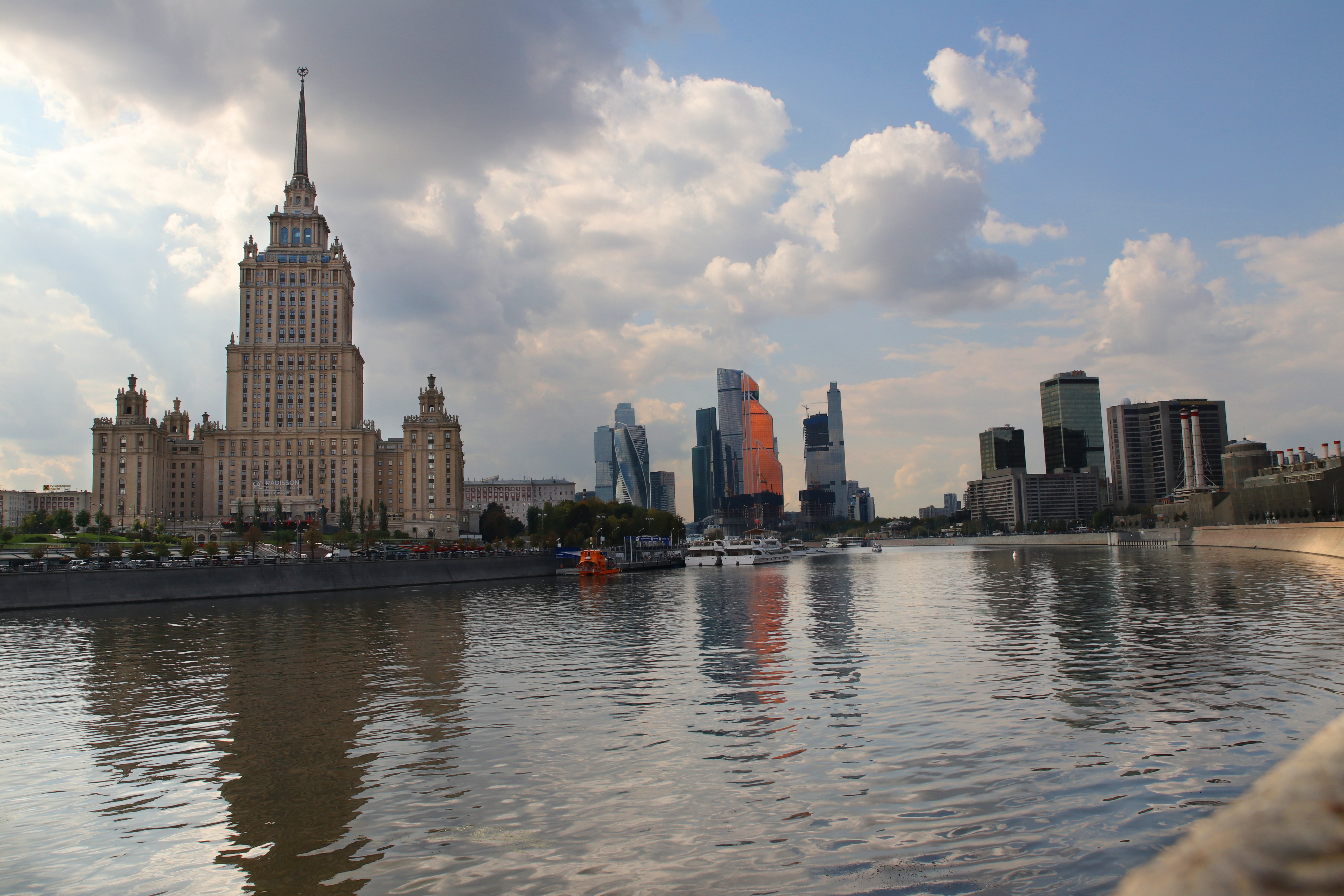
هتل اوکراین
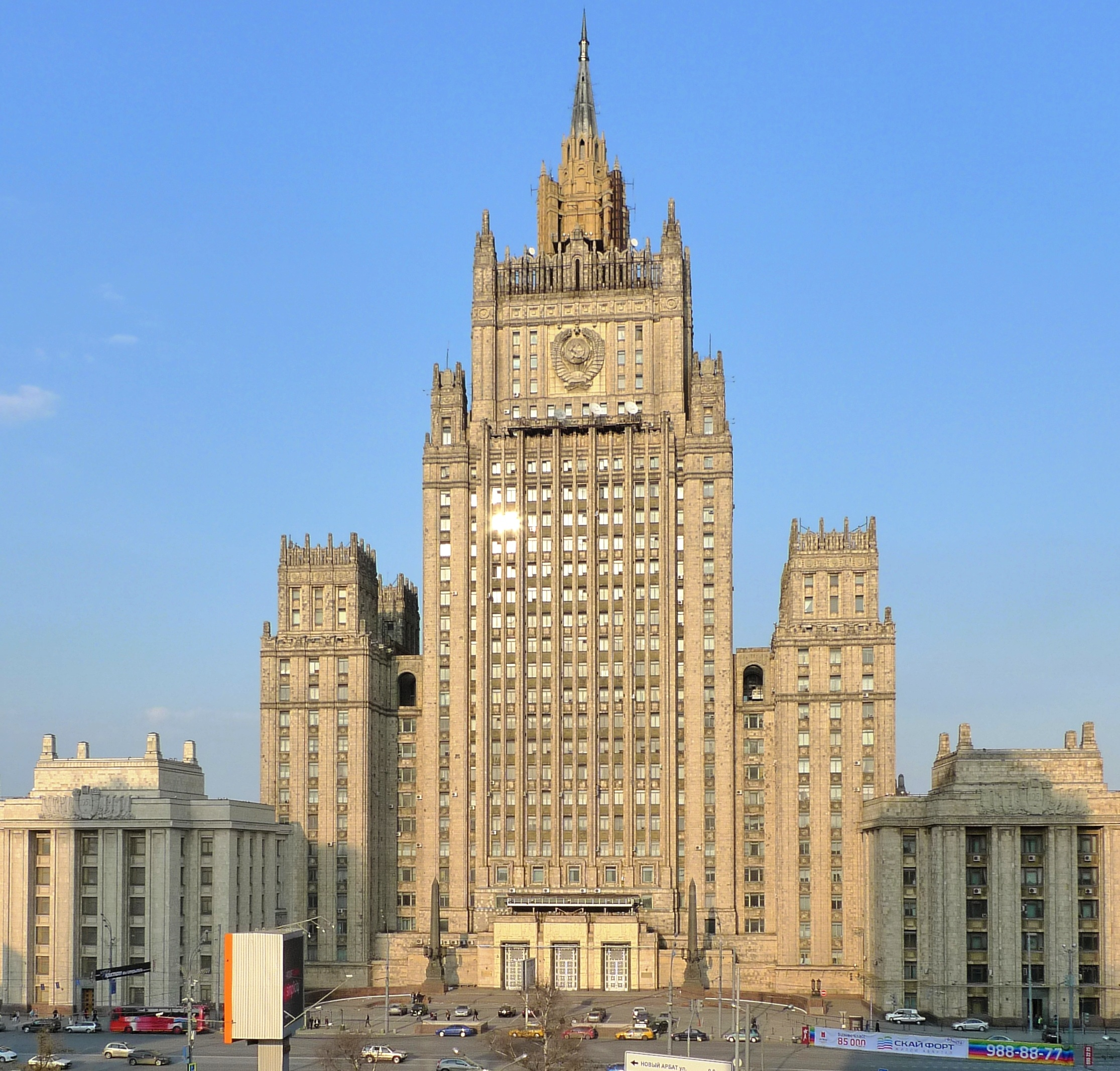
وزارت امور خارجه
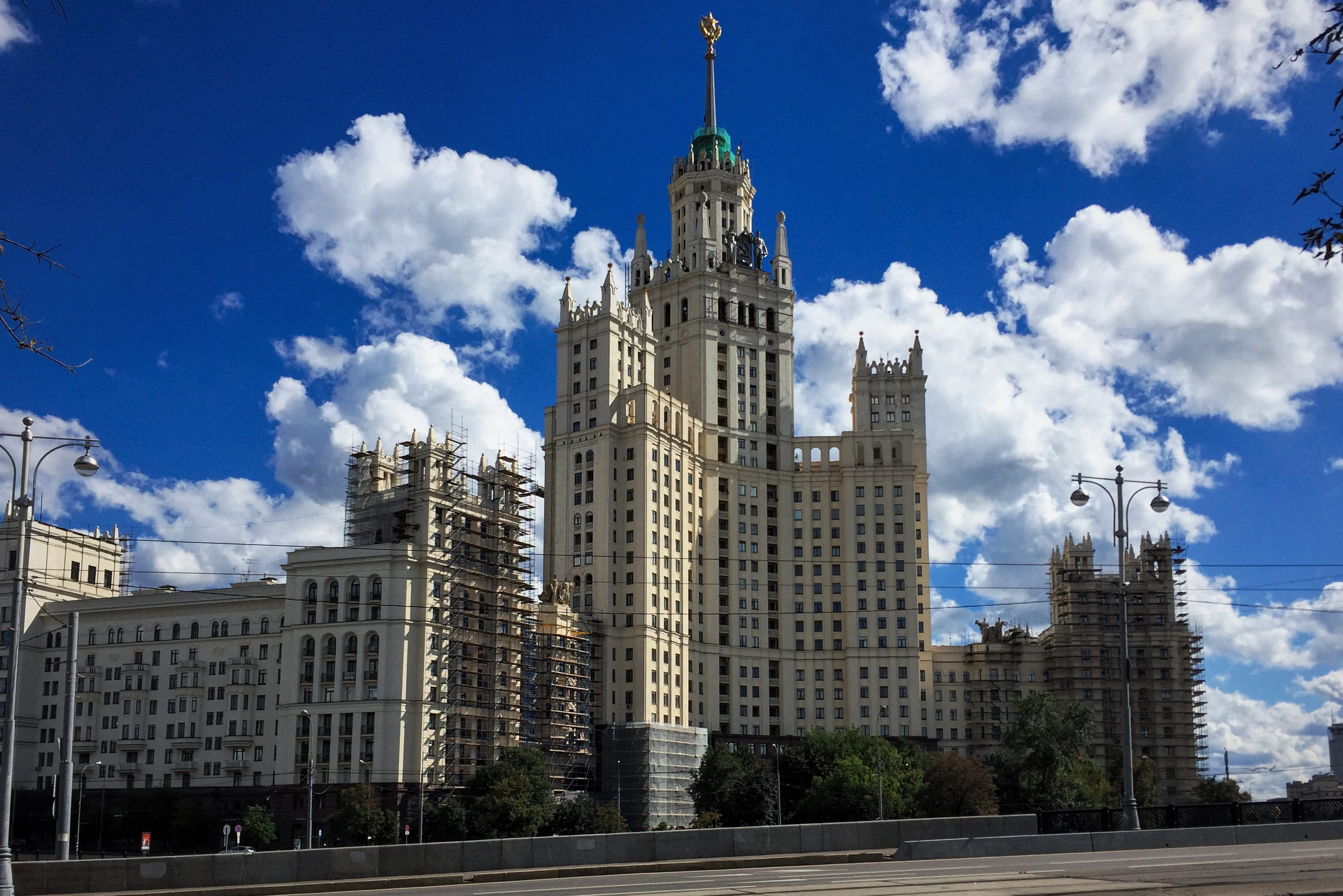
ساختمان کاتلینچسکایا
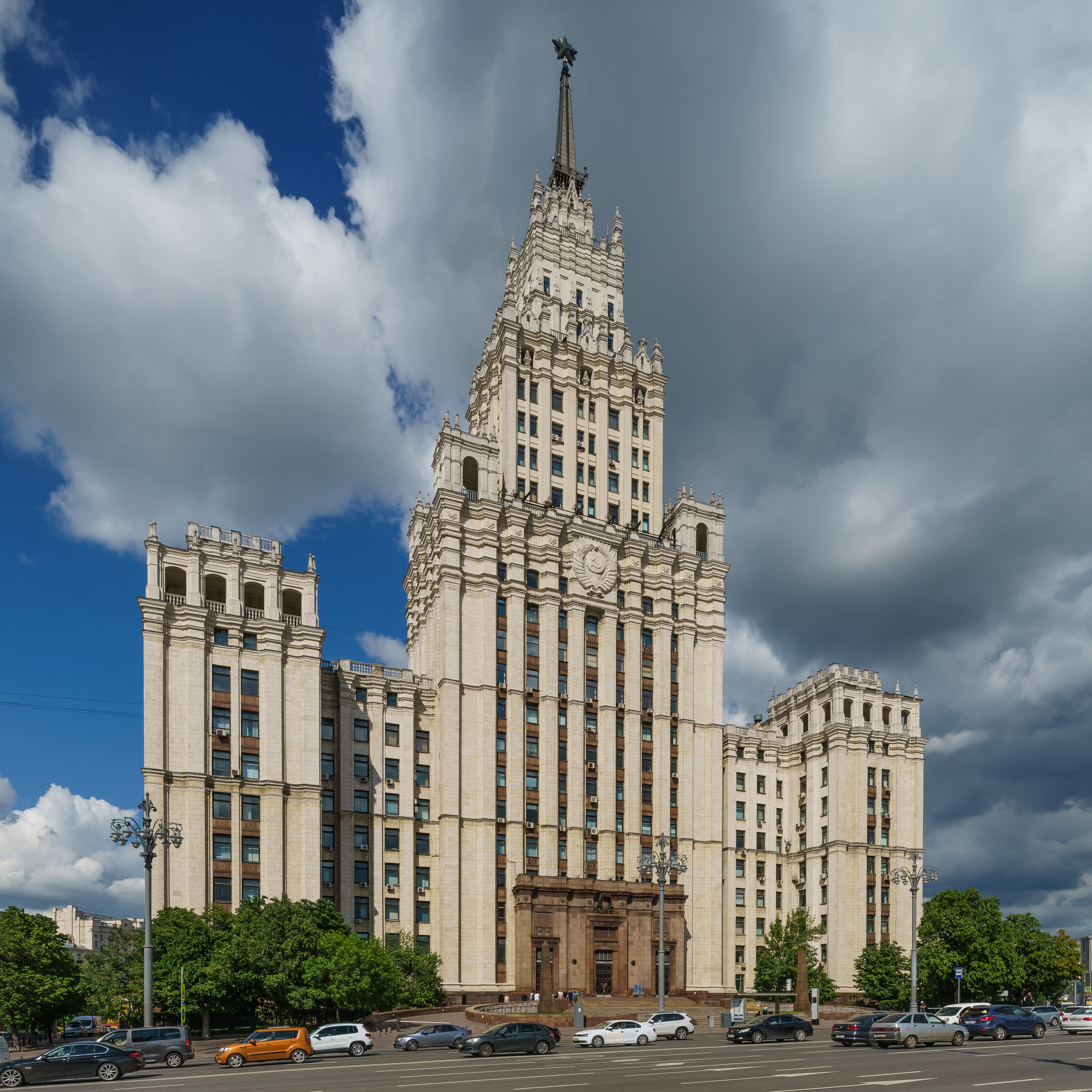
ساختمان اداری دروازه‌های سرخ
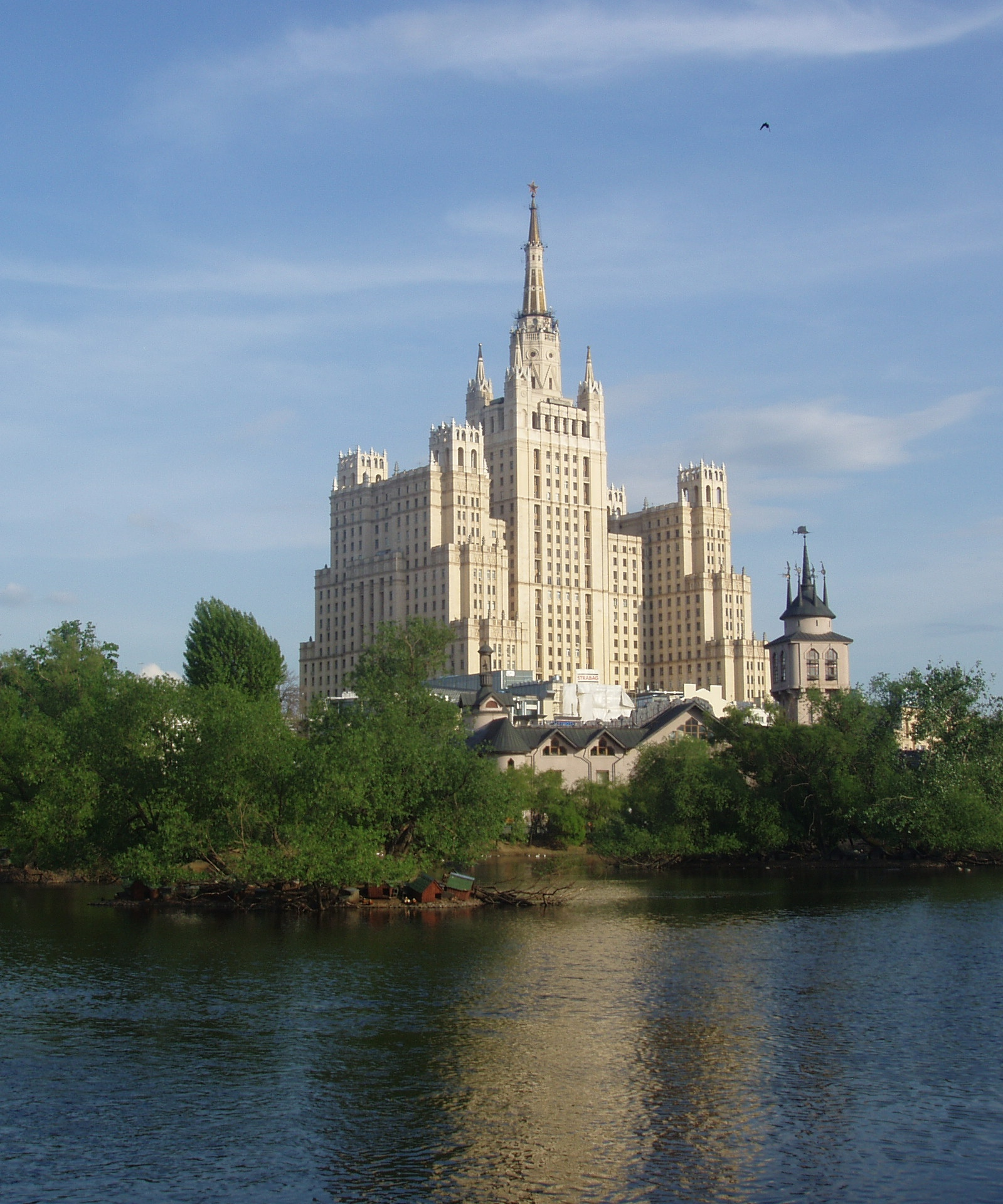
ساختمان میدان قدیرینسکایا
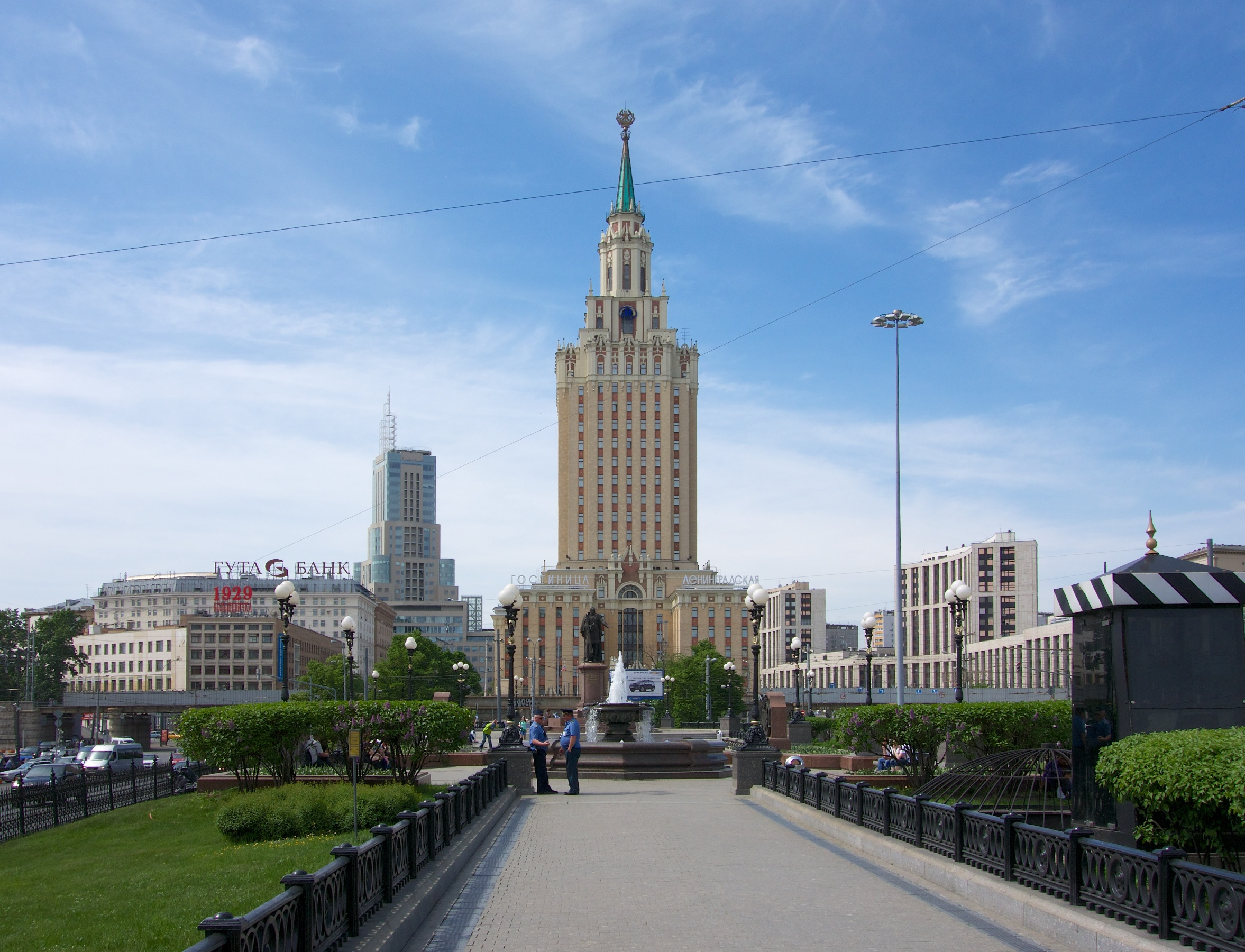
هتل لنینگرادسکایا